# سپر سه‌گوشه

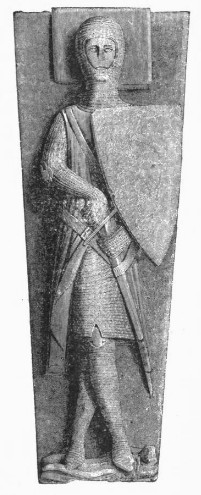
ساختار هندسی «سپر سه‌گوشه» بر اساس مثلث رولو بود

سپر سه‌گوشه (انگلیسی: Heater shield) که به سپر سه‌کُنجه، سپر مثلثی و یا سپر سه‌سو هم مشهور است، گونه‌ای سپر حفاظتی به ویژه منتسب به دوران قرون وسطی بود که از سپرهای بادپرکی (یا سپرهای قطره اشکی) قرون وسطای آغازین الگوبرداری شده بود. ساختار هندسی «سپر سه‌گوشه» بر اساس مثلث رولو بود. در بسیاری از منابع و از دیدگاه عتیقه‌شناس‌ها، از این سپرها با عنوان «سپر اتویی» هم یاد شده است که به دلیل شباهت آن به اتو است.